# Tętnice rzęskowe tylne długie
Tętnice rzęskowe tylne długie (ang. long posterior ciliary arteries, łac. arteriae ciliares posteriores longae) – w anatomii człowieka gałęzie tętnicy ocznej, zwykle dwie (boczna i przyśrodkowa, inaczej skroniowa i nosowa), zaopatrujące w krew przednią część błony naczyniowej. Przebiegają po obu stronach nerwu wzrokowego, przechodząc przez twardówkę do ciała rzęskowego, gdzie łączą się ze sobą i z tętnicami rzęskowymi przednimi, tworząc koło tętnicze większe tęczówki.